# Jardin des Dauphins
Parc Guy Pape
Le jardin des Dauphins (dénommé « jardins Dolle » au XIXe siècle) est un espace vert de Grenoble, dans le département de l'Isère, en France. Il est situé au nord de la ville, sur les premiers contreforts de la colline de la Bastille dont il ouvre la voie grâce à un sentier piétonnier balisé.
Le parc Guy Pape est un autre espace vert, situé dans le même secteur de Grenoble et qui domine le jardin des dauphins au niveau du fort Rabot. Il est également contigu au sentier qui mène à la colline de la Bastille.

## Situation et accès
Le jardin des Dauphins, ainsi que le parc Guy Pape, sont tous les deux, situés au nord du territoire communal, à proximité de l'Esplanade, de la route de Lyon, des quais de l'Isère et de la Porte de France. Depuis juin 2014, ces parcs municipaux, dont l'entrée principale est située quai de France, sont desservis par la ligne E du tramway. La gare de Grenoble est située à environ quinze minutes de marche. 
Le parc Guy Pape est également accessible depuis la rue Maurice-Gignoux (montée du Rabot).

## Historique

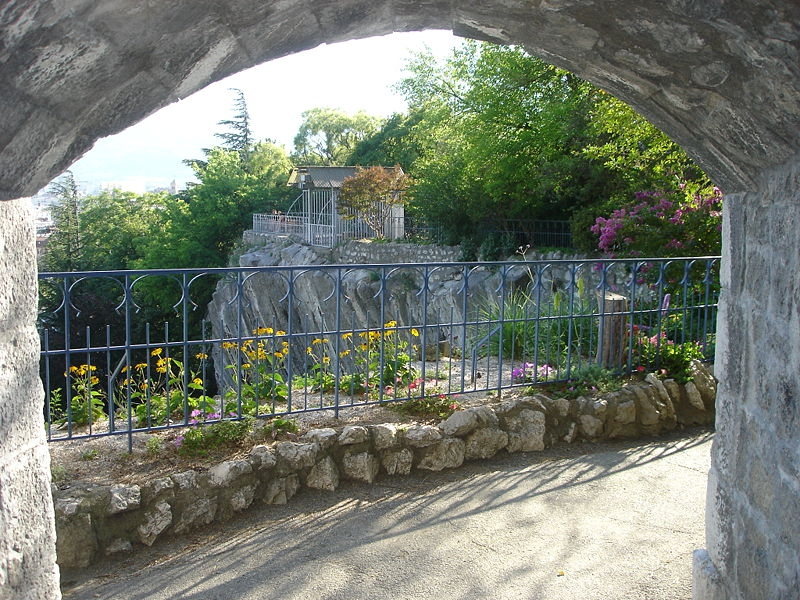
Fortifications dans le jardin

Les rochers sur lesquels furent construits les jardins appartenaient au XVe siècle au chapitre Notre-Dame. 
À la fin du XVIIIe siècle, un riche négociant grenoblois originaire de l’Oisans, Jean-Baptiste Dolle, fait l'acquisition cet emplacement de cette partie de la Bastille pour la somme de 2 400 livres. Il s'agit alors qu’une vaste étendue de rocher sur lequel poussent quelques arbustes et diverses broussailles. De 1787 à 1789, celui-ci fait aménager à ses frais le site afin d'y établir de somptueux jardins ainsi qu’un château sous forme d'une maison dite « romaine » et dénommé par les Grenoblois « Château de la Folie »). 
Les plans du jardin des Dauphins ont été établis par Louis Leseurre, ingénieur-géographe du roi. En l’absence de source sur le site, l’eau est directement pompée dans l’Isère afin d’irriguer les jardins, d’alimenter le château et d’approvisionner les fontaines, les jets d’eau ainsi que la grotte artificielle. Ce dispositif, trop coûteux, sera remplacé plus tard par trois citernes creusées dans la roche d’un volume total de 111 m3 permettant de récolter les eaux de pluie. Durant la période révolutionnaire et à la suite de l'avènement de la Terreur, Dolle prend la décision de céder son domaine à la Nation. Au début du XIXe siècle, Charles Renauldon, un ancien Maire de Grenoble, achète une partie de ce jardin afin d'y installer une carrière de pierres. 
Le 12 août 1901, à la suite d’échanges fonciers, la Municipalité fait l'acquisition des fortifications ainsi que de l'ancien domaine. En 1908, le Syndicat d’Initiative de Grenoble et du Dauphiné lance le réaménagement de cet espace en jardin touristique. Le parc fut redessiné par le paysagiste Ginet en 1909. En 1939, le jardin est décrit dans un état complet d’abandon mais il sera réaménagé par la municipalité dans les années 1960.

## Caractéristiques

### Espaces verts

#### Jardin des Dauphins
Le jardin des Dauphins se présente sous la forme d'une succession de pentes et de terrasses situé le long des anciennes fortifications et permettant ainsi d'atteindre, le sommet de la colline de la Bastille et son site (arrivée du téléphérique) qui domine la ville de Grenoble. 
Cet espace vert dispose d'un micro climat et présente des plantes du sud situées dans le nord de leur biotope. Très fleuri, il est équipé d'aides de jeux, d'un chalet bar restaurant. Il existe également, au somment du parcours propre à cet espace vert, table d'orientation qui permet d'admirer une partie de l'agglomération grenobloise en direction du sud.

#### Parc Guy Pape
Dominant le jardin des dauphins, le parc Guy pape abrite une grande prairie sèche, souvent utilisée comme aire de pique-nique par les usagers du sentier de montée à la Bastille.

### Statue équestre de Philis de La Charce
Une statue équestre monumentale de l'héroïne dauphinoise Philis de La Charce, réalisée par le sculpteur français Daniel Campagne (1851 - 1910) est installée en 1913 à l'entrée du jardin des Dauphins. A la faveur de sa restauration en 2008, celle-ci retrouve son épée précédemment volée.

### Bâtiment de l'ancien Syndicat d’Initiative de Grenoble
Le 2 mai 1889, le tout premier office de tourisme de France, dénommé alors « syndicat d'initiative » est inauguré à Grenoble. Celui-ci a occupé un bâtiment orné de colonnades situé juste à côté de l'entrée du parc des Dauphins.

### Sentier balisé de la Bastille et du Mont Jalla
Ces parcs sont également des sites de passage du GR9. Ce sentier aménagé de nombreuses marches permet d'accéder au site de la Bastille en suivant le balisage jaune et les panneaux indiquant « Mont Jalla ». Situé au delà du fort de la Bastille, ce sommet du massif de la Chartreuse abrite le mémorial national des troupes de montagne.

Quelques photos du parc des Dauphins
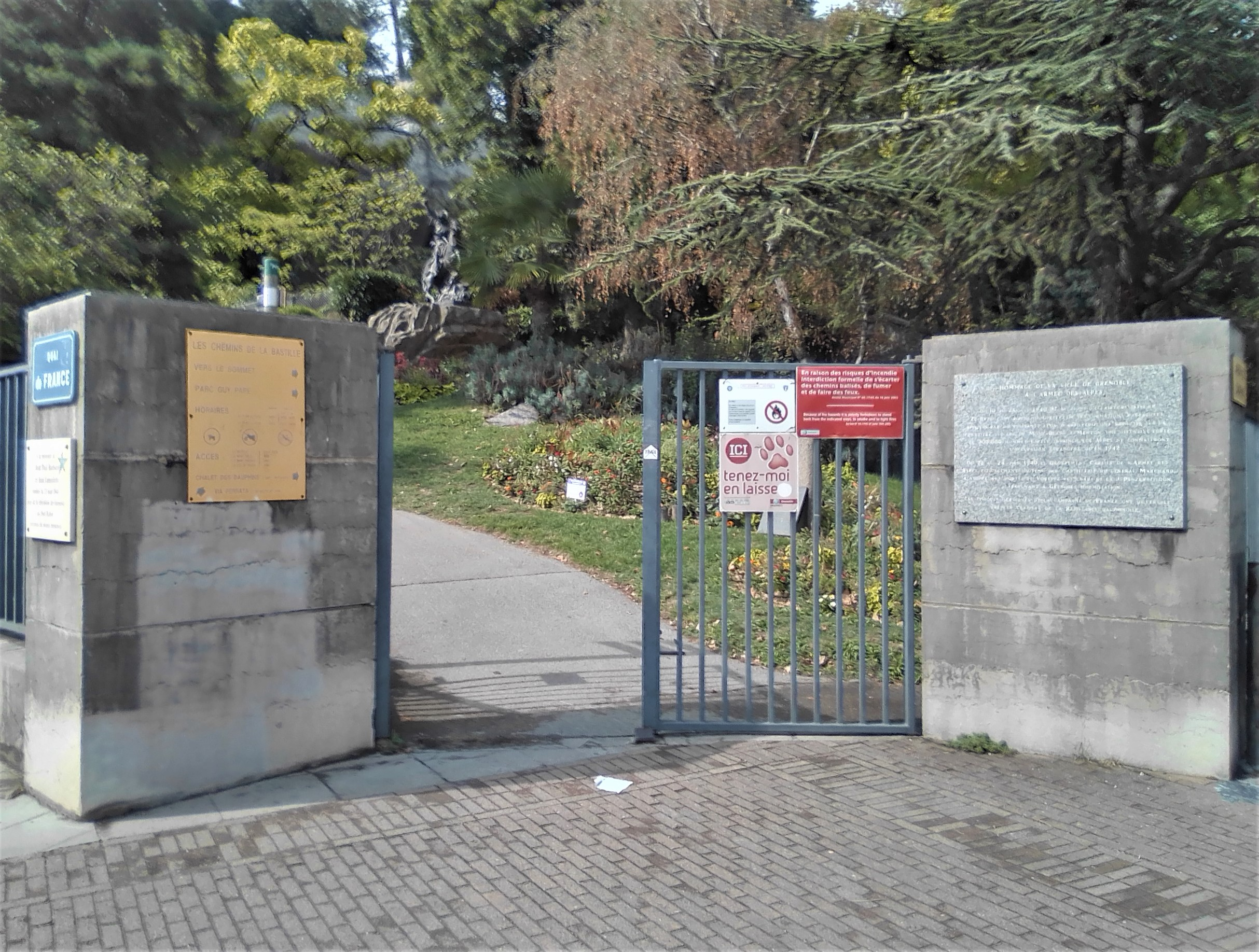
Entrée principale
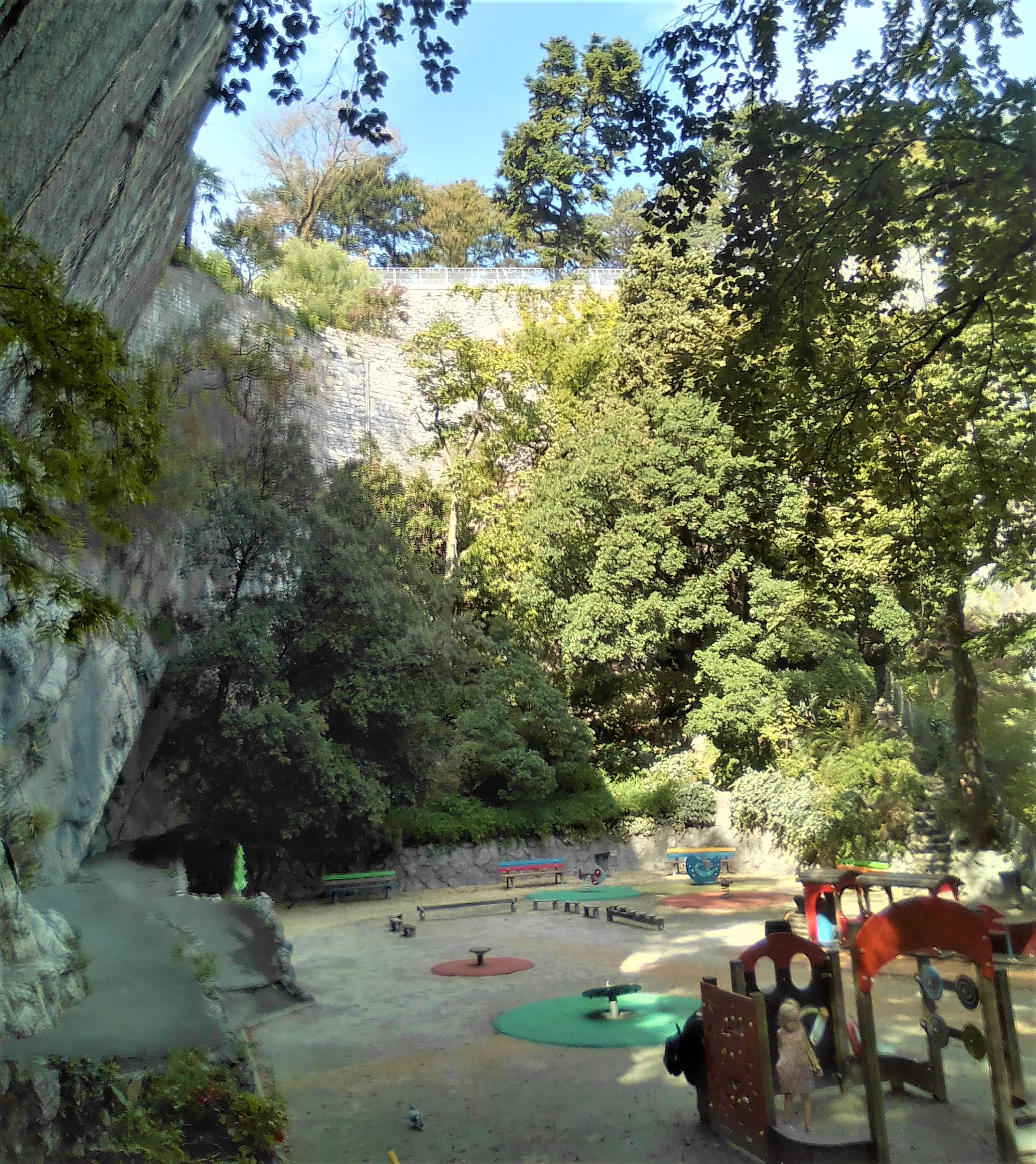
Aire de jeux
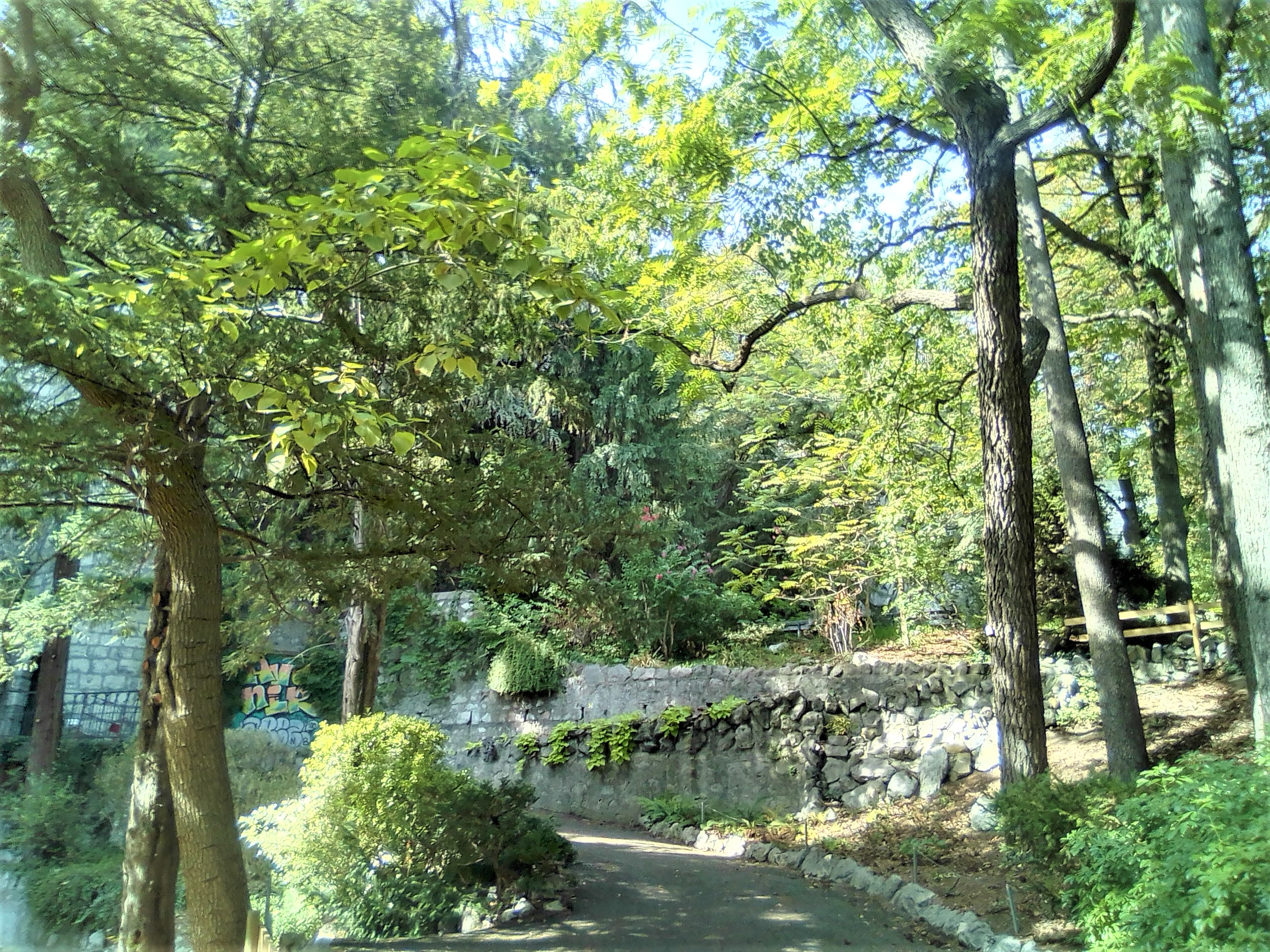
Vue intérieure
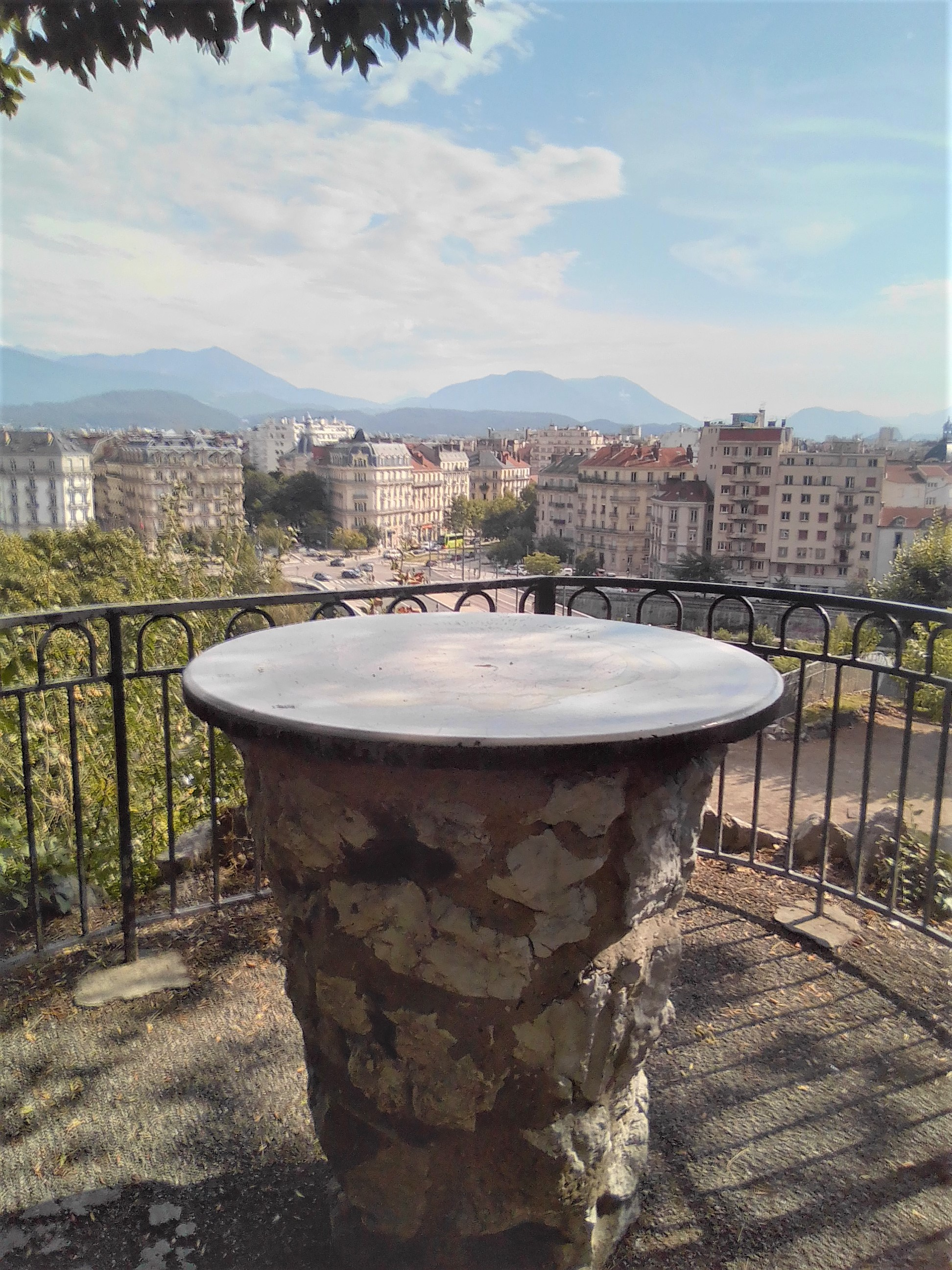
Table d'orientation
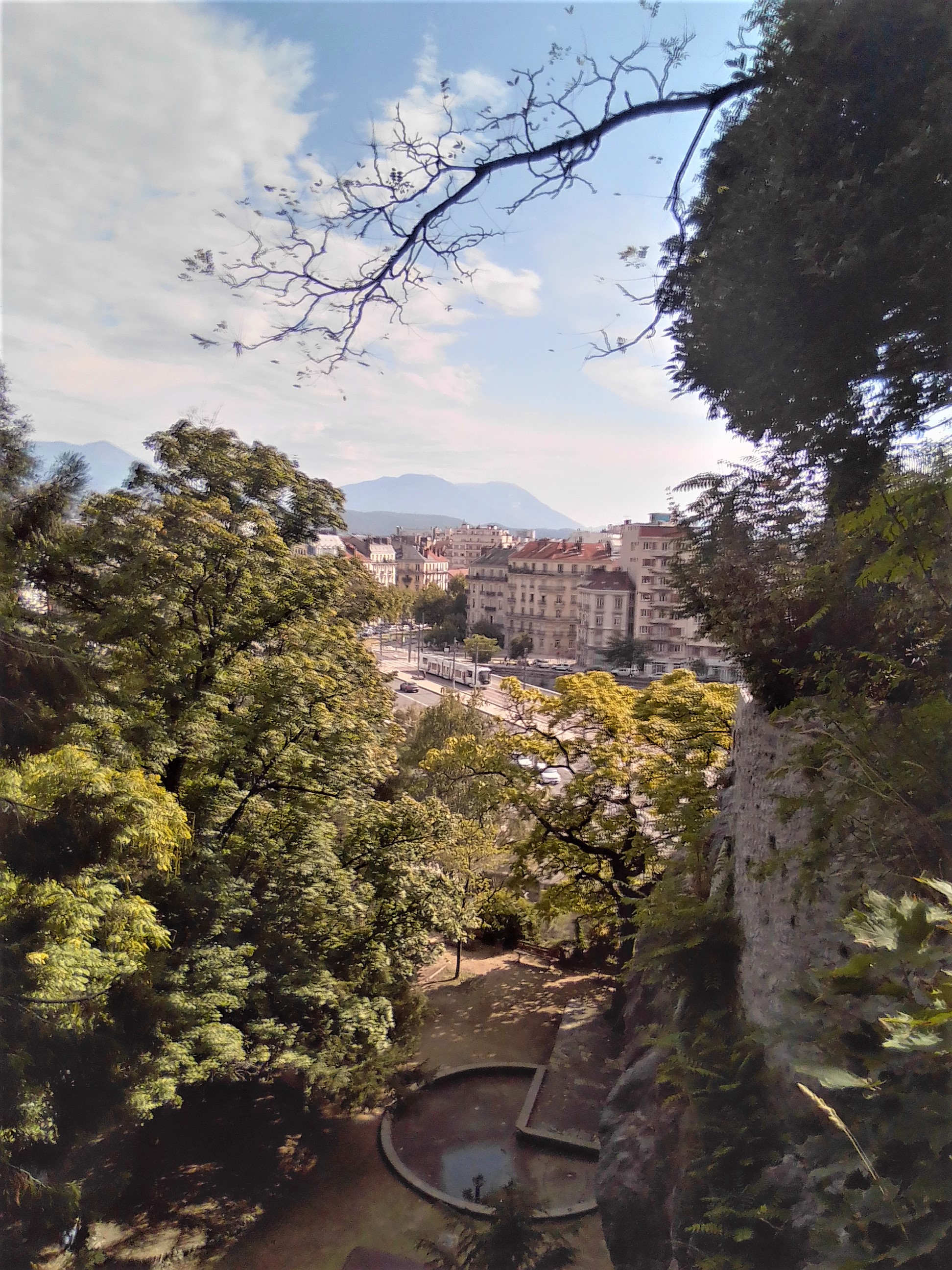
Vue vers Grenoble
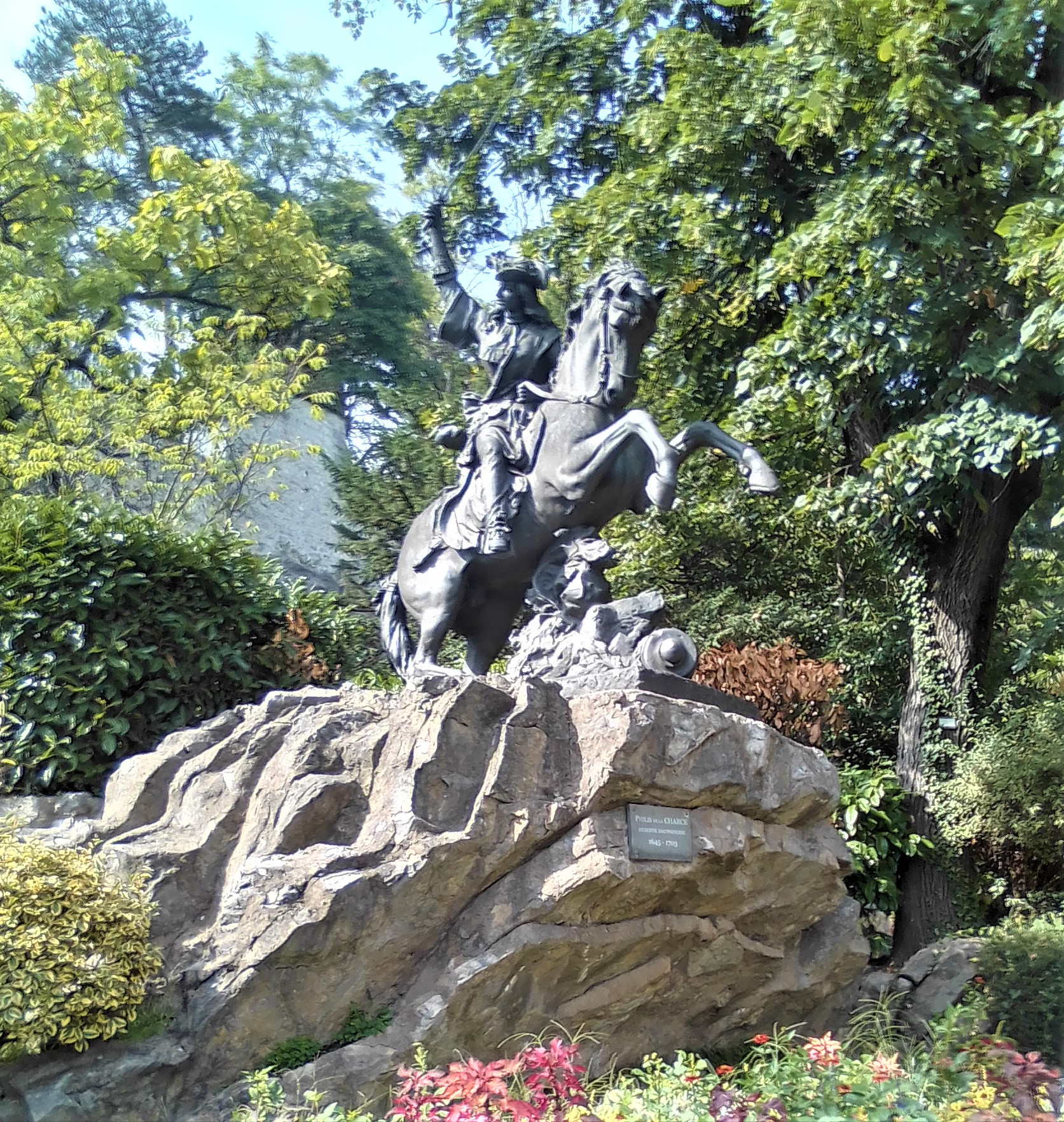
Statue de Philis de la Charce
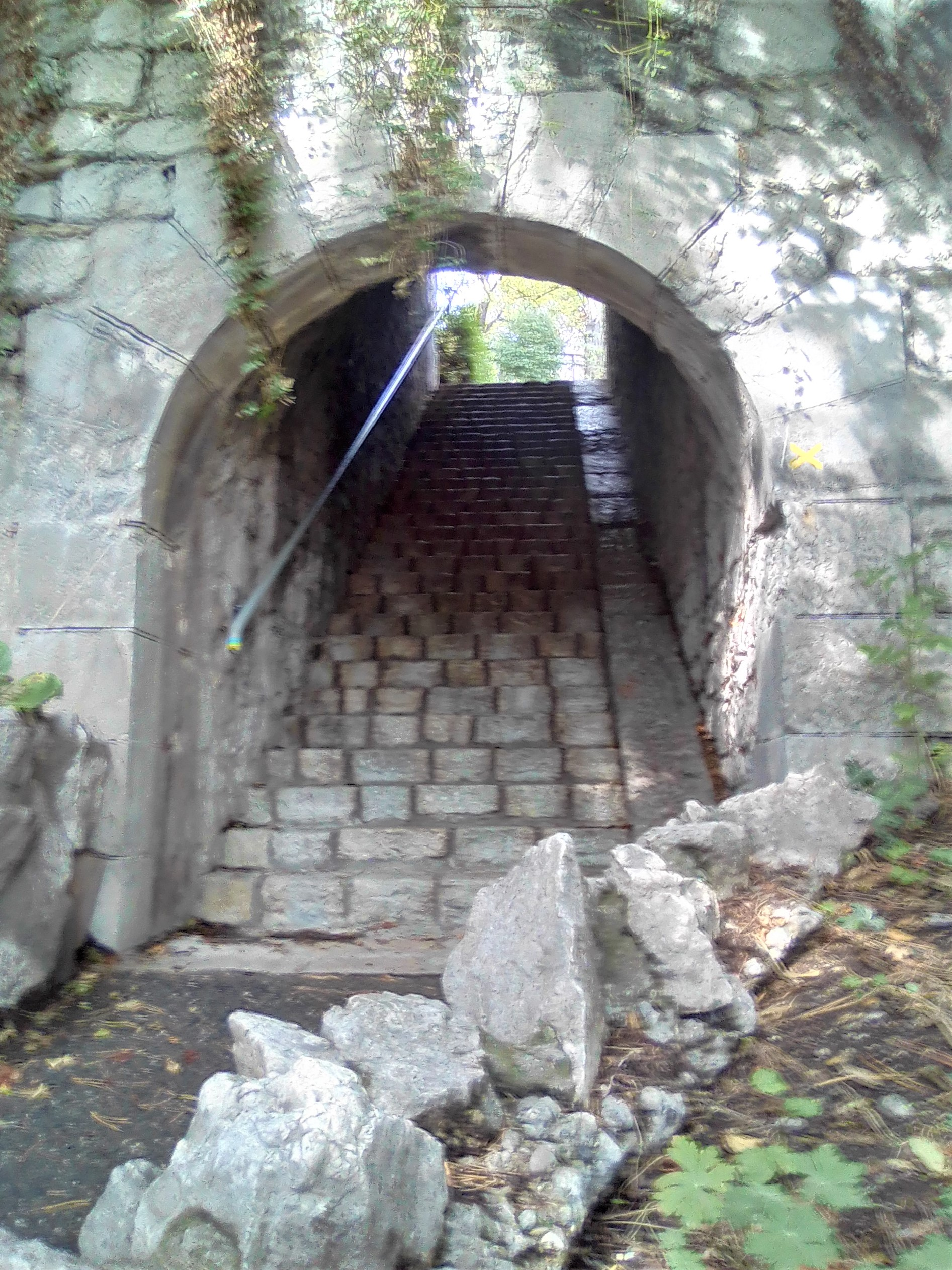
Montée vers le parc Guy Pape